# Marianne Laigneau
Pour les articles homonymes, voir Laigneau.
Marianne Laigneau, née le 28 septembre 1964, est une haute fonctionnaire et femme d'affaires française.
Depuis le 9 février 2020, elle est présidente du directoire d'Enedis.

## Biographie

### Jeunesse et études
Marianne Laigneau est élève de l'École normale supérieure de Sèvres (1984 L) et agrégée de lettres classiques. Diplômée de l'Institut d'études politiques de Paris, elle est également titulaire d'un DEA de littérature française. Elle est élève de l'ENA au sein de la promotion « Condorcet » en 1992.
À sa sortie de l'ENA, elle intègre le Conseil d’État comme auditeur, puis devient maître des requêtes en 1995.

### Carrière
En 1997, Marianne Laigneau est détachée au ministère des Affaires étrangères pour occuper le poste de premier Conseiller à l’Ambassade de France à Tunis chargée des négociations, des affaires politiques, communautaires et juridiques et de la communication.
De 2000 à 2002, au sein du Conseil d’État, elle est chargée de mission auprès de la directrice de l’ENA en tant que conseillère juridique du ministère de la Culture, et devient en parallèle maître de conférences de droit public à l’ENA.
Avant de rejoindre le Groupe EDF en janvier 2005, elle travaillait pour Gaz de France.
En 2008, elle est nommée présidente du conseil de surveillance de RTE, entreprise chargée du réseau de transport d'électricité sur les lignes à haute tension (HTB).
Le 9 février 2020, elle est nommée présidente du directoire d'Enedis en succession de Philippe Monloubou, et après avoir été la présidente du Conseil de surveillance d'Enedis depuis janvier 2018.
Le 9 janvier 2023, Marianne Laigneau est renouvelée dans ses fonctions de Présidente du Directoire d’Enedis pour un mandat de 5 ans.

### Enedis
Le 5 avril 2022, Enedis est devenue supporteur officiel en distribution d’électricité des Jeux de Paris 2024.

## Vie associative
En 2012, elle est élue pour un an présidente d'honneur de Elles Bougent, association créée en 2005 dont l'objet est d'attirer les jeunes femmes lycéennes et étudiantes vers les métiers de l'ingénierie (informatique, aéronautique, automobile, ferroviaire).
Le 25 juin 2020, elle est élue présidente de l'association Think Smartgrids « qui rassemble les acteurs français des réseaux électriques intelligents ».
Le 11 octobre 2021, elle devient marraine de la 31e promotion Programme Grande École de Rennes School of Business.
Elle est élue le 12 octobre 2021, par l'association L'Autre Cercle, « Dirigeante Alliée » de l’inclusion des personnes LGBT au travail.
Elle est administrateur de Crédit Agricole S.A., membre du conseil d'administration de l’École normale supérieure et présidente de l’association des anciens élèves, élèves et amis de l’École normale supérieure.

## Distinctions
- Officière de la Légion d'honneur (2024)
- Officière de l'ordre national du Mérite (2019)[14]